# دايجيرو أوكادا
دايجيرو أوكادا (باليابانية: 奥田 大二郎) (23 أبريل 1989 في طوكيو في اليابان – )؛ هو لاعب كرة قدم ياباني سابق كان يلعب كلاعب وسط.

## وصلات خارجية
- دايجيرو أوكادا على موقع رابطة كرة القدم اليابانية للمحترفين (اليابانية)